# Буди Висоцькі
Бу́ди Висо́цькі (пол. Budy Wysockie) — колишній український хутір поблизу села Бонарівка на Замішанщині.

## Історія
Розташований на стику трьох замішанських сіл, Високої, Бережанки та Бонарівки, хутір утворений у 1890-х роках шляхом відселення від греко-католицької громади українських римо-католиків з села Бонарівка. Крім бонарівців на хуторі також проживали жителі Бережанки.
З часом українці відійшли від римо-католицької церкви і станом на 1936 рік усі 39 жителів були прихожанами Покровської бонарівської церкви.
Хутір зник одразу після насильницького переселення українців Бонарівки в рамках депортації українців до Радянського Союзу у травні 1945 року.